# Cambridge Gulf
Der Cambridge Gulf ist eine Meeresbucht im Nordosten des australischen Bundesstaates Western Australia. Er liegt in der Region Kimberley.

## Geografie
Etliche Flüsse münden in diese Bucht, so der Ord River, der Pentecost River, der Durack River, der King River und der Forrest River.
Im Cambridge Gulf gibt es pro Tag zwei Fluten mit Fluthöhen von 7 m bis 9 m.
Die Stadt Wyndham, der wichtigste Hafen der Kimberley-Region, liegt am Ostufer der Bucht, ca. 120 km nördlich der Stadt Kununurra. Der Cambridge Gulf ist Teil des Joseph Bonaparte Gulf.
Im Hinterland der Westküste des Cambridge Gulf gibt es hohe Sandsteinhügel, die Höhen von 30 bis 250 m erreichen. An der Küste findet man ausgedehnte Mangrovenkolonien und bei Niedrigwasser auch Wattflächen. Adolphus Island liegt am Südende der Bucht und spaltet sie in einen schiffbaren West Arm, an dem die Stadt Wyndham liegt, und einen East Arm, in den der Ord River mündet.

## Geschichte
Der Golf erhielt seinen Namen von Philip Parker King, der 1819 an dieser Küste an Bord der Mermaid landete, aber sie bald wieder verließ, weil er im Watt an den Rändern der Bucht kein Süßwasser fand. King benannte den Golf nach dem damaligen Duke of Cambridge, Prinz Adolphus. Alexander Forrest war der nächste Europäer, der 1879 diese Gegend erforschte und 1884 landeten die ersten Siedler im Hafen von Wyndham, die dann landeinwärts zogen, um Vieh zu züchten und später auch, um nach Gold zu suchen. Zur Blütezeit um 1886 ankerten oft bis zu 16 Schiffe im Cambridge Gulf und warteten auf eine Anlegestelle im Hafen von Wyndham.